# Mukdenia rossii
Mukdenia rossii là một loài thực vật có hoa trong họ Saxifragaceae. Loài này được (Oliv.) Koidz. miêu tả khoa học đầu tiên năm 1935.